# Texas Instruments DS990
Texas Instruments DS990 (DS990) је професионални рачунар, производ фирме Тексас Инструментс (Texas Instruments) који је почео да се израђује у САД током 1980. године.
Користио је 16-битни TMS-9900 као централни микропроцесор а RAM меморија рачунара DS990 је имала капацитет од 64 KB. 
Као оперативни систем кориштен је DX10, DNOS.

## Детаљни подаци
Детаљнији подаци о рачунару DS990 су дати у табели испод.
|                       |                                                  |
| [ 1 ]                 |                                                  |
| Произвођач            | Тексас Инструментс                               |
| Тип                   | професионални рачунар                            |
| Меморија              | 64 KB                                            |
| Поријекло             | Сједињене Америчке Државе                        |
| Година                | 1980                                             |
| Тастатура             | 88 тастера, 10 функцијских тастера и 8 ЛЕД диода |
| Процесор              |                                                  |
| Фреквенција процесора | непознато                                        |
| RAM                   | 64 KB                                            |
| ROM                   | 12 KB                                            |
| Текст                 | 80 стубова x 24 линије                           |
| Графика               | нема                                             |
| Боја                  | једна боја                                       |
| Звук                  | мали звучник                                     |
| Димензије             | 58,5 (ширина) x 58,5 (дубина) x 46,5 (висина)    |
| Портови               |                                                  |
| Оперативни систем     |                                                  |